# Метерен
Метерен (нід. Meteren) — село в нідерландській провінції Гелдерланд. Входить до муніципалітету Вест-Бетюве. Перша згадка про населений пункт датується 1133-им роком.

## Галерея

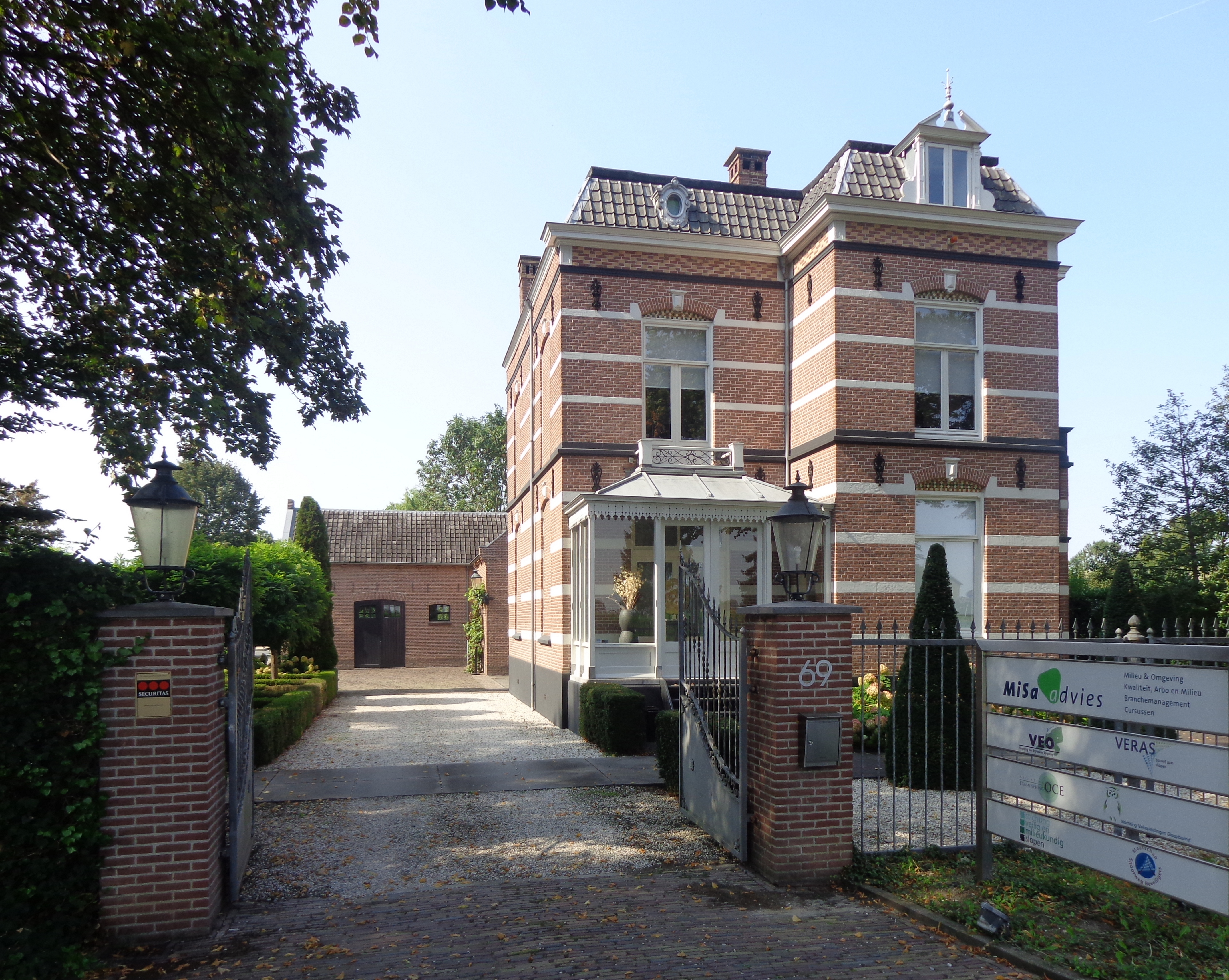
Сільський будинок
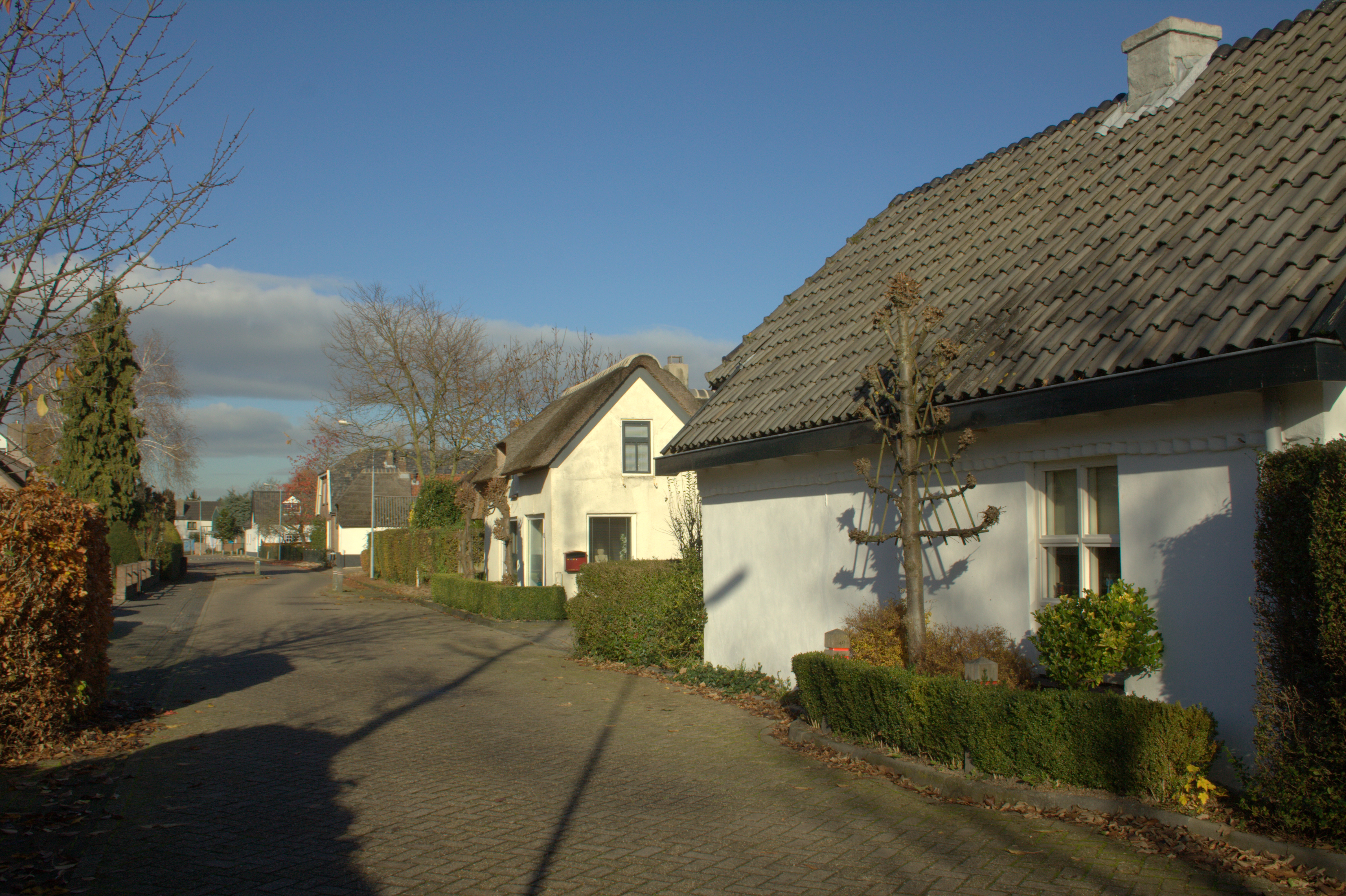
Вулична панорама
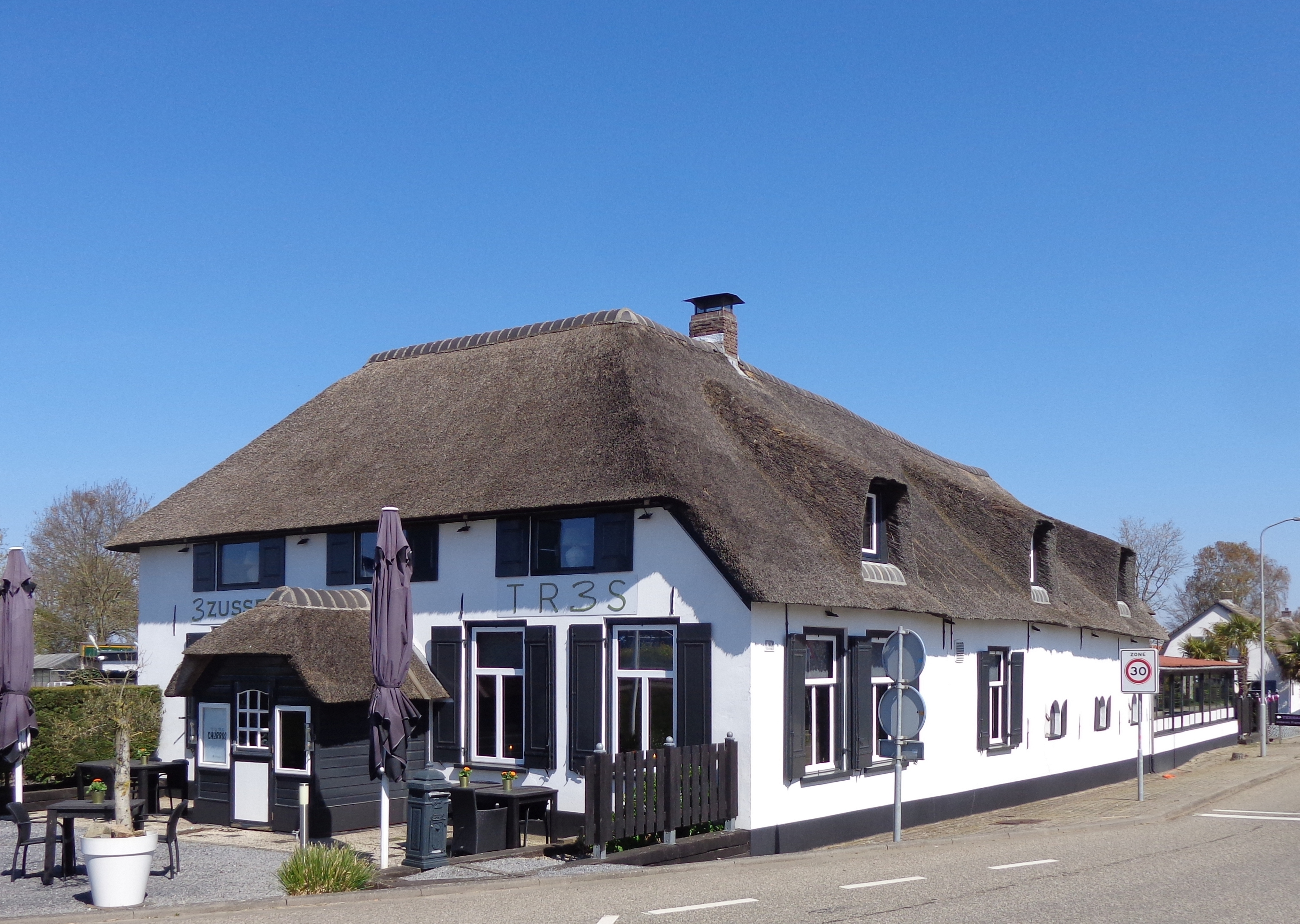
Ресторан
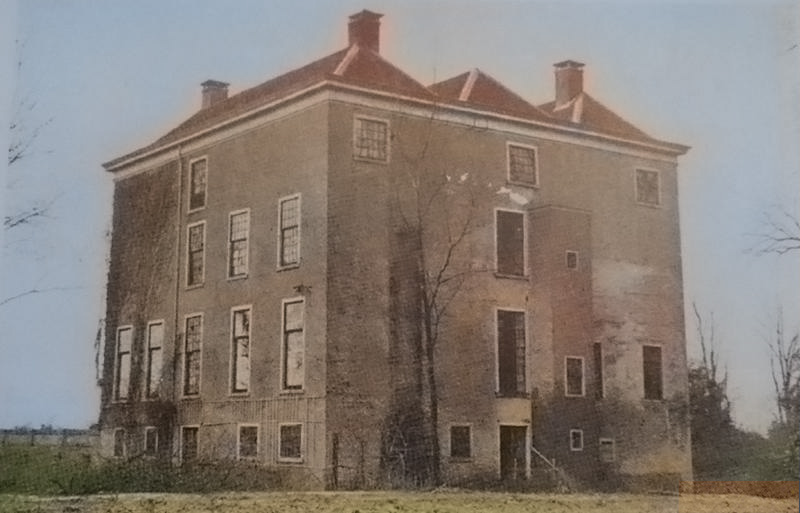
Історична будівля (1907)